# Heterospathe pulchra
Heterospathe pulchra là loài thực vật có hoa thuộc họ Arecaceae. Loài này được H.E.Moore mô tả khoa học đầu tiên năm 1969.